# Winterstaudenkamm
Der Winterstaudenkamm ist eine Gebirgsgruppe und Bergkette im österreichischen Bundesland Vorarlberg. In der internationalen vereinheitlichten orographischen Einteilung der Alpen (SOIUSA) ist er eine von 13 Untergruppen des Bregenzerwaldgebirges.

## Einordnung
| Einordnung nach SOIUSA | Einordnung nach SOIUSA | Einordnung nach SOIUSA         |
| ---------------------- | ---------------------- | ------------------------------ |
| Teil                   | II                     | Ostalpen                       |
| Sektor                 | II/B                   | Nördliche Ostalpen             |
| Abschnitt              | 22                     | Bayerische Alpen               |
| Sektor                 | 22/A                   | Allgäuer und Bregenzer Alpen   |
| Unterabschnitt         | 22.I                   | Bregenzerwaldgebirge           |
| Obergruppe             | 22.I.B                 | Östliches Bregenzerwaldgebirge |
| Gruppe                 | 22.I.6                 | Winterstaudengruppe            |
| Untergruppe            | 22.I.6.b               | Winterstaudenkamm              |

## Lage und Umgrenzung

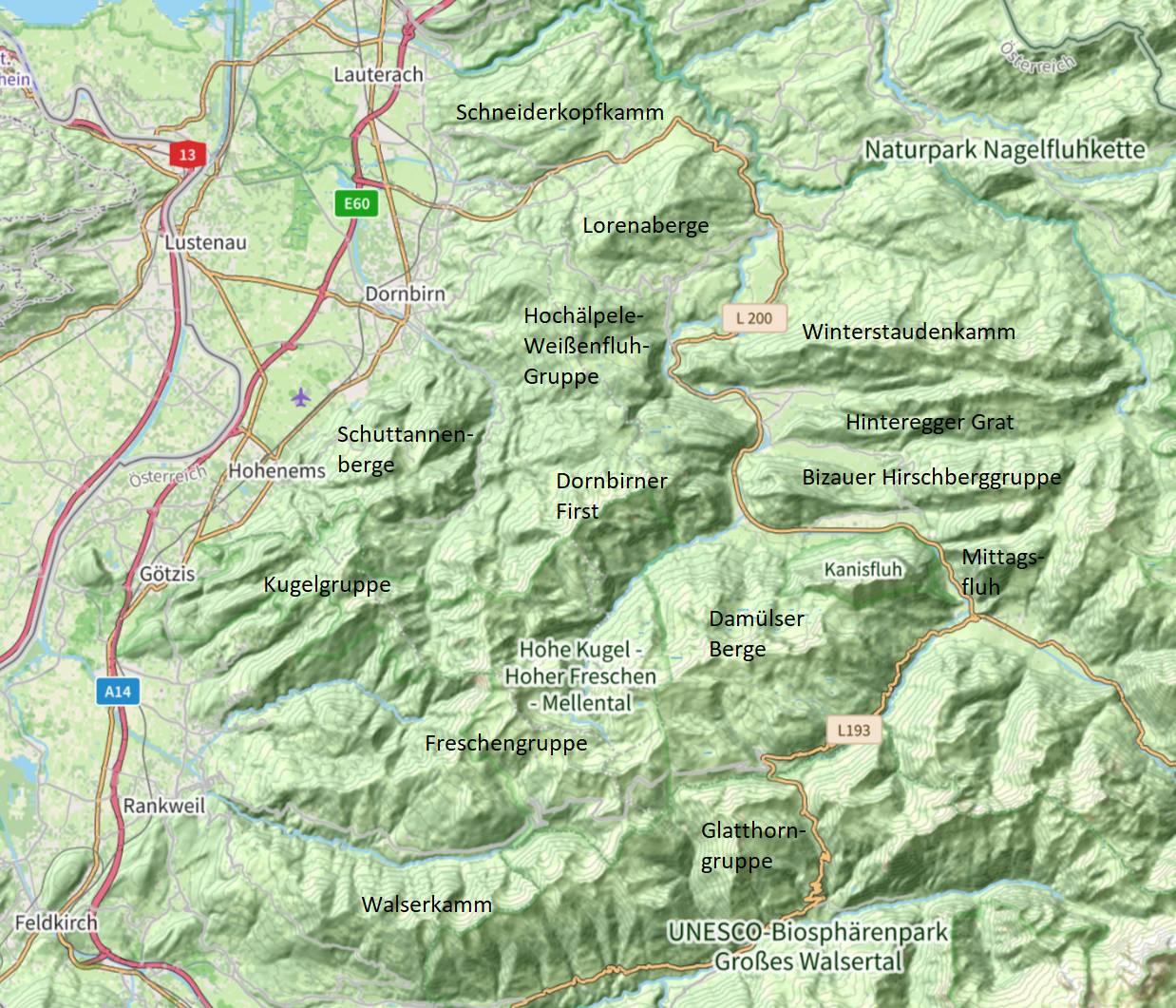
Lage der Untergruppen im Bregenzerwaldgebirge

Der Winterstaudenkamm liegt im Bregenzerwald rechtsseitig der Bregenzer Ach.

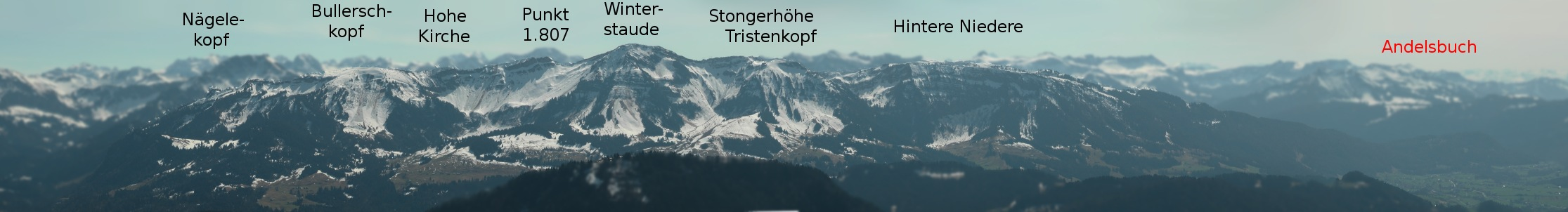
Winterstaudenkamm beschriftet

Die Umgrenzung erfolgt von Norden her im Uhrzeigersinn entlang der Linie Subersach – Engegraben – Schreibersattel – Grebenbach – Bregenzer Ach. Die markante Bergkette in Ost-West-Richtung ist gut abgrenzbar.

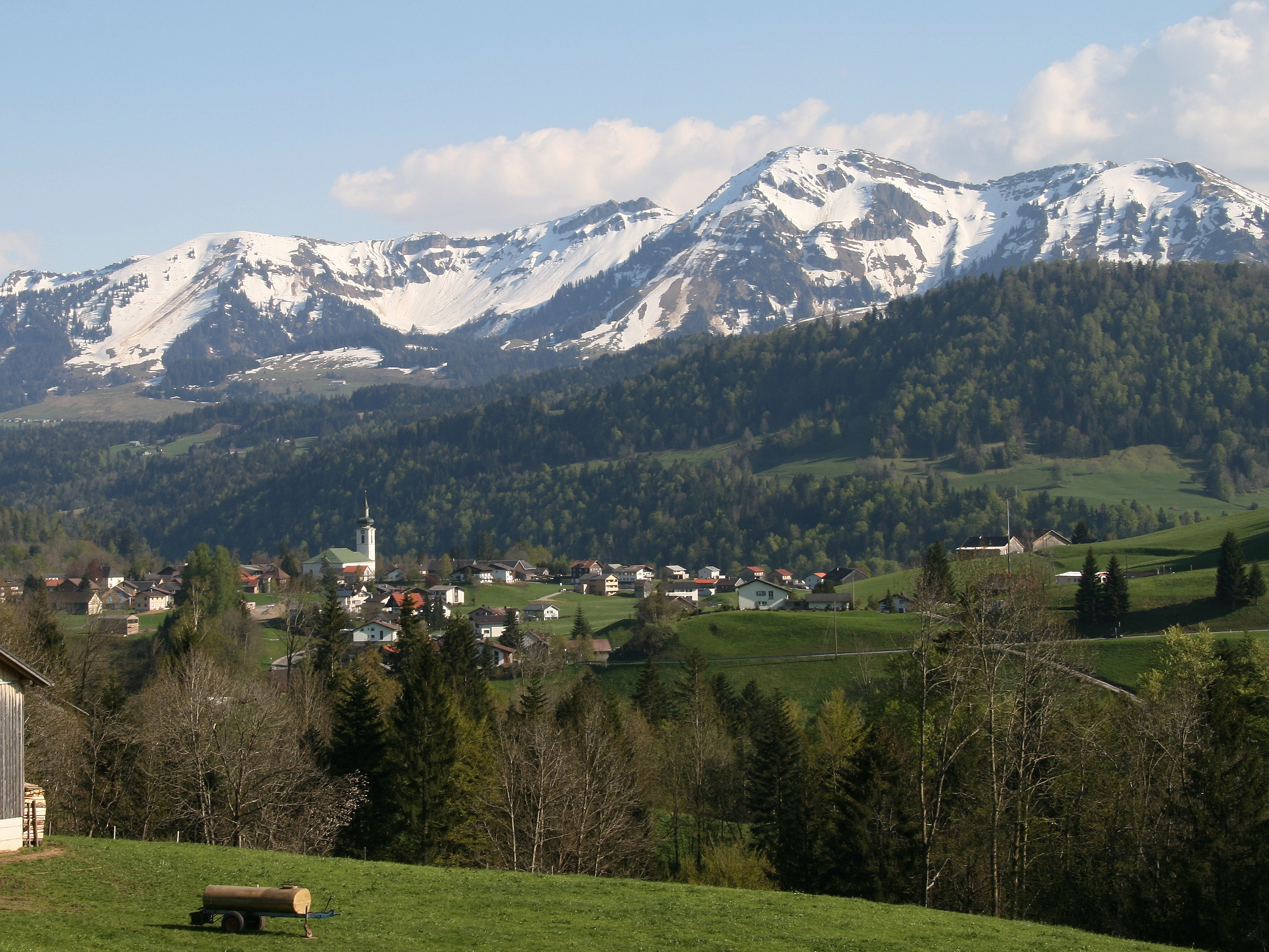
Blick auf Hittisau und Winterstaude

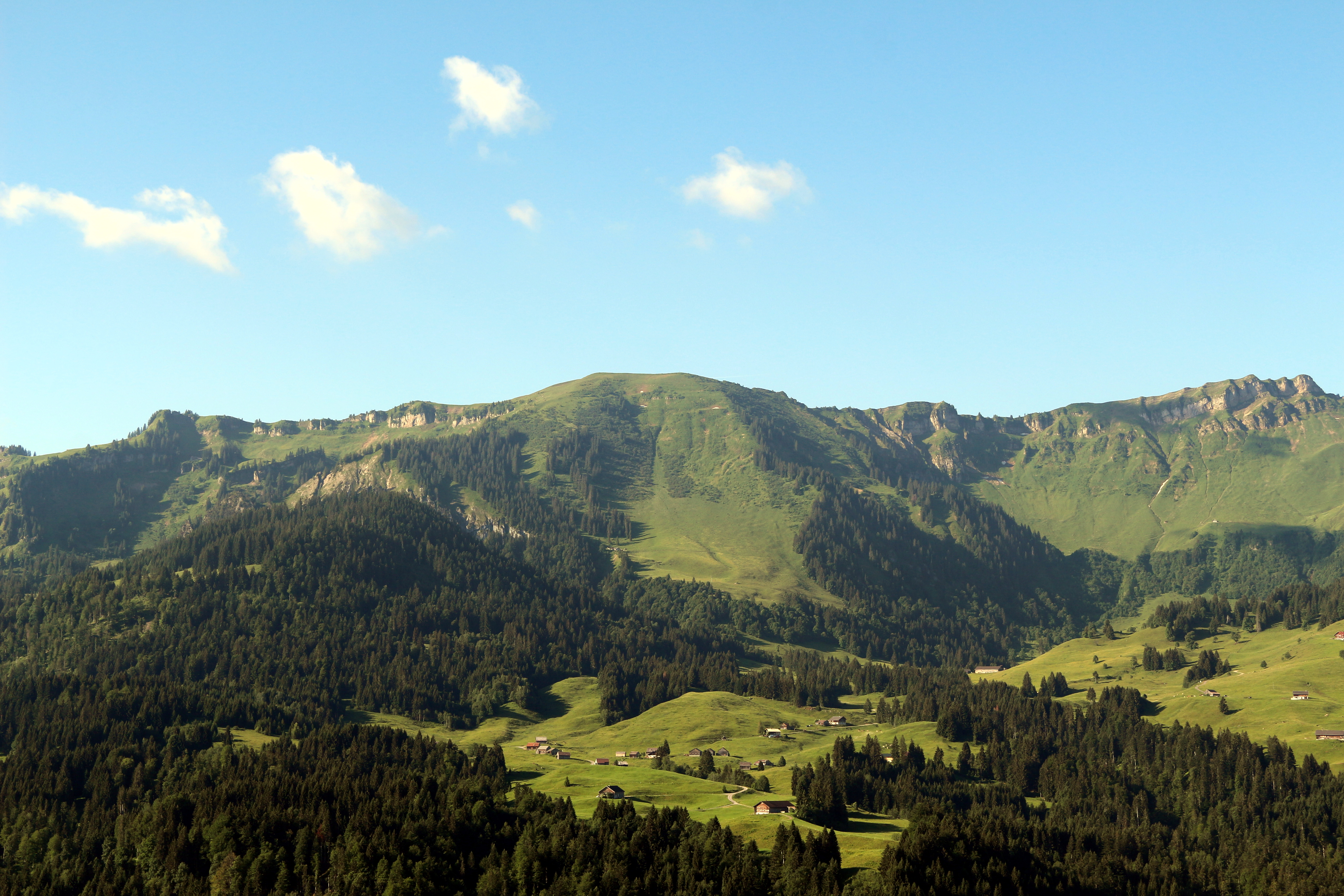
Östliche Teile des Winterstaudenkammes, Bullerschkopf von Sibratsgfäll aus gesehen

| Lorenaberge                  | Rotenberg - Hittisberg | Nagelfluhketten                    |
| Hochälpele-Weißenfluh-Gruppe |                        | Feuerstätterkopf-Piesenkopf-Gruppe |
| Dornbirner First             | Hinteregger Grat       | Nordwestliche Walsertaler Berge    |

## Gipfel
Die Bergkette besteht von Westen nach Osten aus folgenden benannten Gipfeln und Sätteln:
| Untergruppe                       | Gipfel/Sattel bzw. Übergang | Höhe | Anmerkung                      |
| --------------------------------- | --------------------------- | ---- | ------------------------------ |
| II/B-22.I-B.6.b Winterstaudenkamm | Klausberg                   | 0968 |                                |
| II/B-22.I-B.6.b Winterstaudenkamm | Bezegg                      | 0785 |                                |
| II/B-22.I-B.6.b Winterstaudenkamm | Sattel                      | 1182 | Gipfel südlich der Sattelalpe  |
| II/B-22.I-B.6.b Winterstaudenkamm | Höflealpkopf                | 1348 |                                |
| II/B-22.I-B.6.b Winterstaudenkamm | Baumgartensattel            | 1483 | Kammübergang ohne Einsattelung |
| II/B-22.I-B.6.b Winterstaudenkamm | Baumgartenhöhe              | 1649 | Bergstation Bezauer Seilbahn   |
| II/B-22.I-B.6.b Winterstaudenkamm | Hintere Niedere             | 1711 |                                |
| II/B-22.I-B.6.b Winterstaudenkamm | Stonger Sattel              | 1630 |                                |
| II/B-22.I-B.6.b Winterstaudenkamm | Tristenkopf                 | 1741 | etwas nördlich vom Hauptkamm   |
| II/B-22.I-B.6.b Winterstaudenkamm | Stongerhöhe                 | 1770 |                                |
| II/B-22.I-B.6.b Winterstaudenkamm | Hasenstricksattel           | 1730 |                                |
| II/B-22.I-B.6.b Winterstaudenkamm | Winterstaude                | 1877 |                                |
| II/B-22.I-B.6.b Winterstaudenkamm | Bühler Sattel               | 1745 |                                |
| II/B-22.I-B.6.b Winterstaudenkamm | Hohe Kirche                 | 1807 |                                |
| II/B-22.I-B.6.b Winterstaudenkamm | Hohe Kirche (Ostgipfel)     | 1747 |                                |
| II/B-22.I-B.6.b Winterstaudenkamm | Bullerschkopf               | 1761 |                                |
| II/B-22.I-B.6.b Winterstaudenkamm | Pattenerkopf                | 1385 | Nördlich des Bullerschkopfs    |
| II/B-22.I-B.6.b Winterstaudenkamm | Nägelekopf                  | 1693 |                                |
| II/B-22.I-B.6.b Winterstaudenkamm | Stellerhöhe                 | 1347 | Östlich des Pattenerkopfs      |

## Tourismus
Das Gebiet ist ein beliebtes Wandergebiet. Die Bezauer Seilbahn führt von Bezau nach Baumgarten. Im Winter sind mehrere Schigebiete in Betrieb. Auch Schneeschuh wandern und Schitouren gehen sind möglich. Die Niedere ist sehr berühmt als Startplatz zum Paragleiten. Die Flugschule Bregenzerwald bietet hier auch Ausbildungen zum Fliegen an.